# Pogrom du Caire
Le Pogrom du Caire, aussi appelé émeutes du jour de Balfour est un pogrom ayant eu lieu en Egypte entre le 2 et le 3 novembre 1945. Les émeutes ont commencé par des manifestations antijuives à l'occasion du 28e anniversaire de la déclaration Balfour. Des rassemblements sont organisés par le parti de droite de la Jeune Égypte et les Frères musulmans de Hassan al-Banna.
Cinq Juifs égyptiens et un policier musulman ont été tués à Alexandrie, des centaines de personnes ont été blessées à Alexandrie et au Caire, et une synagogue ashkénaze a été incendiée. Le patriarcat grec orthodoxe, des églises catholiques et une école copte ont également été endommagés au cours de l'émeute. La police a réagi rapidement mais n'a pu empêcher une grande partie des violences. Toutefois, d'autres manifestations prévues pour le lendemain ont été largement réprimées.
À la suite des émeutes, le roi Farouk d'Égypte a dénoncé la violence et rencontré le rabbin Chaim Nahum, tandis que le Premier ministre Mahmoud an-Nukrashi Pacha a également dénoncé la violence et visité un certain nombre de sites d'émeutes, bien que Nukrashi ait rejeté la responsabilité sur les sionistes pour avoir « provoqué de telles réactions violentes ».

## Conséquences
Gudrun Krämer (en) écrit que : 

« Malgré les émeutes du jour Balfour en novembre 1945 et quelques incidents isolés survenus dans leur sillage, la masse de la population égyptienne n'a pas montré de signes d'hostilité envers les Juifs. La campagne antisioniste des groupes militants nationalistes et islamiques, avec ses connotations antijuives, n'a pas semblé affecter le grand public et n'a pas non plus conduit à une action gouvernementale dirigée contre les Juifs égyptiens. »

De nombreux actes de violence contre les Juifs égyptiens ont suivi dans les années qui ont suivi, notamment les attentats à la bombe de 1948 contre des quartiers juifs, qui ont tué 70 Juifs et en ont blessé près de 200, tandis que des émeutes ont fait de nombreuses autres victimes. En 1949, un attentat à la bombe dans le quartier juif du Caire fait 34 morts et 80 blessés[réf. nécessaire]. Au cours des années 1950, les Juifs d'Égypte sont soumis à l'instabilité politique due au conflit israélo-égyptien en cours (notamment la crise de Suez) et subissent des violences sporadiques qui entraînent l'exode de la majeure partie de la communauté.